# Cavall salvatge
El cavall salvatge (Equus ferus) és una espècie d'èquid que actualment només es troba a l'Àsia. El cavall salvatge autèntic no és simplement un cavall feral com el mustang; un cavall salvatge autèntic és el que no ha estat mai domesticat amb èxit.
Equus ferus és l'espècie a la qual pertanyen tant els cavalls domèstics (Equus ferus caballus) com el seu avantpassat salvatge eurasiàtic tarpan (Equus ferus ferus) i el cavall de Przewalski o cavall salvatge mongol (Equus ferus przewalskii).

## Tarpan
L'últim exemplar de tarpan va morir al zoològic de Moscou el 1875. Existien dos tipus de tarpans: el tarpan de les estepes i el tarpan forestal.
El tarpan de les estepes vivia a les estepes russes meridionals i als boscos; eren clars, de color gris groguenc, i presentava una gran ratlla de mul, un perfil lleugerament còncau i, de vegades, traces transversals a les potes. I mesuraven al voltant d'1,30 metres a l'altura de la creu. El tarpan s'extingí durant la segona meitat del segle xix. L'última euga en estat salvatge va morir a 35 km d'Askaniya Nova, a Ucraïna, entre 1875 i 1890, en caure per una esquerda del terreny tractant de fugir dels seus perseguidors. El tarpan de les estepes té fins membres i perfil còncau; és considerat com la forma originària de les races de criança orientals, anomenades cavalls de sang calenta.
El tarpan forestal habitava els boscos de Centreeuropa, a Polònia i Alemanya, des de començaments de l'edat mitjana. Un dels episodis del poema dels Nibelungs narra com va matar Sigfrid un "cavall furiós", durant el curs d'una cacera en el bosc dels WASG. Se suposa que el cavall en qüestió és un semental de tarpan dels boscos. El tarpan dels boscos s'extingí a principis del segle xix. Al parc natural del comte Zamoiski, a Biłgoraj (Polònia), van viure fins als anys 1810-1815, alguns animals d'aquesta subespècie; els darrers exemplars foren lliurats als camperols dels voltants i quedaren absorbits dins de la raça local de cavalls domèstics, la konika. S'afirma que els últims tarpans es van extingir a Polònia el 1918 0 1919; pel que sembla, els animals criats en captivitat es van mantenir en les ramaderies fins a aquest moment. El tarpan dels boscos és l'antecessor d'un nombre modest de petites races equines: figuren entre aquestes, el poni konika de Polònia, el poni exmoor, el poni dülmen i altres races de criança que, sovint, es mantenen en llibertat, en estat semisalvatge. Els grangers polonesos a vegades creuaven tarpans amb els seus cavalls domèstics. El resultat fou una petita raça de cavalls, els konika. Aquests animals, semblants al tarpan, estan sent usats en l'actualitat per a intentar tornar a obtenir una espècie similar al tarpan i usar-los per a omplir el nínxol que va deixar vacant la seva extinció.

## Cavall de Przewalski
El cavall de Przewalski, cavall salvatge mongol o takhi és una subespècie de cavall salvatge, tot i que alguns autors suggereixen elevar-lo a la categoria d'espècie, (Equus Ferus przewalskii), que és el parent vivent més proper als cavalls domèstics. En el passat, va quedar extint en estat salvatge, però a la dècada del 2000 els esforços de conservació van permetre alliberar-ne una població salvatge d'uns 200 exemplars. És l'única subespècie salvatge de cavall (no assilvestrada a partir d'animals domèstics, com els mustangs) que hi ha en l'actualitat. Gairebé s'extingí a mitjans del segle xx, però per sort fou salvat de la desaparició per alguns naturalistes. El seu estat actual és crític, reduït a uns pocs exemplars que viuen al Parc Nacional Hustai del sud-oest de Mongòlia i diversos individus més en parcs zoològics d'altres països. La població total n'és d'uns 1.000 exemplars a tot el món.

## Nomenclatura
El tarpan fou descrit per primera vegada per Johann Friedrich Gmelin el 1774. Gmelin havia vist els animals el 1769 a la regió de Bobrovsk, prop de Vorónej. El 1784, Pieter Boddaert va anomenar l'espècie Equus ferus, basant-se en la descripció de Gmelin. Sense conèixer el nom de Boddaert, Otto Antonius publicà el nom d'Equus gmelini el 1912, de nou referint-se a les descripcions de Gmelin.
En l'actualitat, es pensa que el cavall domèstic, anomenat Equus caballus per Linné el 1758, descendeix del tarpan i, de fet, pertanyen a la mateixa espècie. En una aplicació estricta de les normes del Codi Internacional de Nomenclatura Zoològica, el tarpan hauria d'haver estat anomenat E. caballus o, si es considerava una subespècie, E. caballus ferus. No obstant això, normalment els biòlegs han ignorat aquesta norma i usat E. ferus per al tarpan, per a evitar la confusió amb els seus cosins domèstics.
El 2003, el Comissió Internacional de Nomenclatura Zoològica va emetre una norma, coneguda com a Opinió 2027, que estableix una excepció en el principi de prioritat dels noms científics perquè prevalguessin els noms de les varietats salvatges davant de les domèstiques de 17 espècies, i així evitar que els llinatges més antics foren nomenats com a subespècies dels seus descendents domèstics, entre la qual hi havia els cavalls, per la qual el nom científic per a l'espècie, englobant cavalls domèstics i salvatges, és Equus ferus: els denominats cavalls domèstics E. f. caballus i el tarpan E. f. ferus.